# August Albert (Techniker)

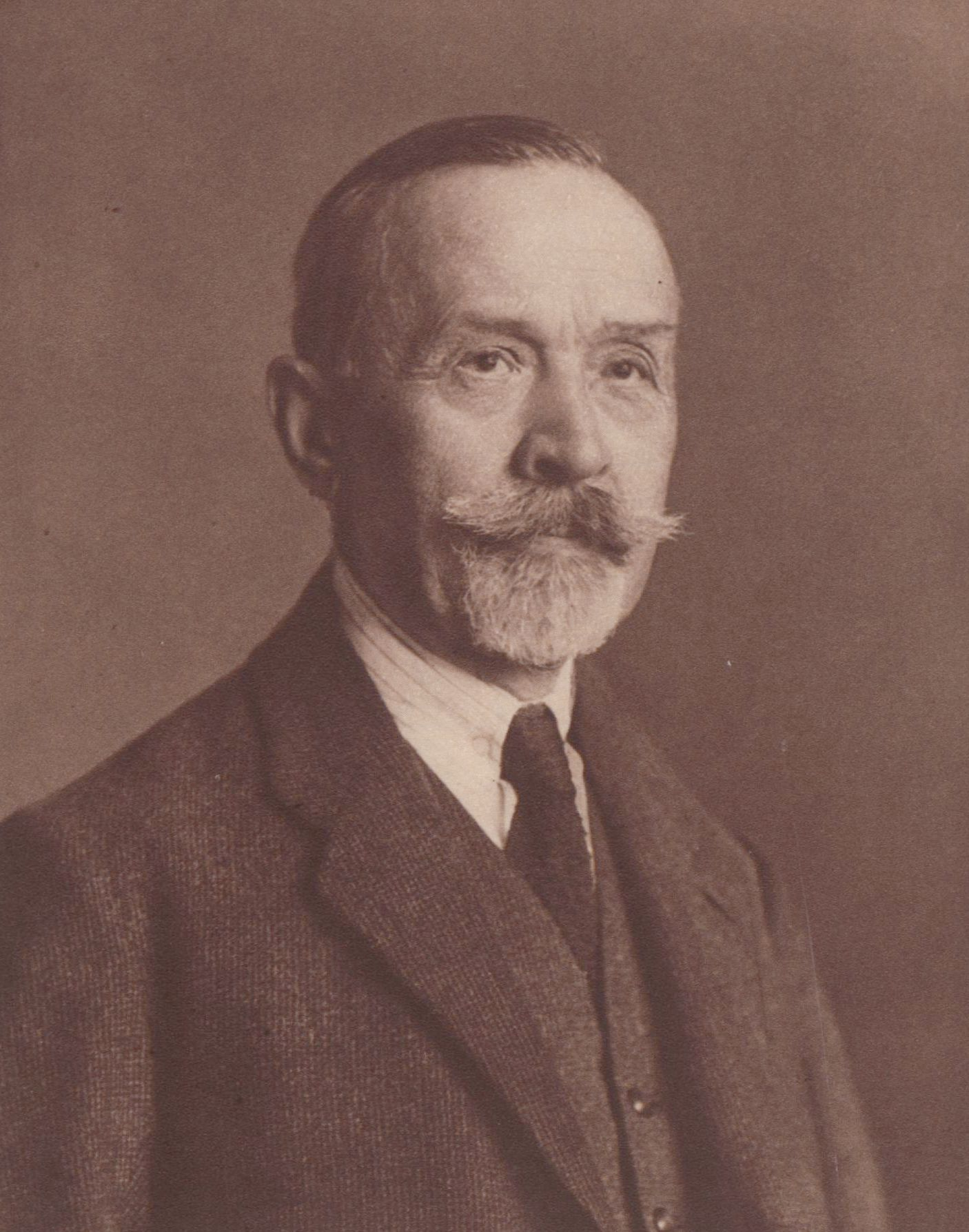
August Albert, fotografiert von Wenzl Weis

August Albert (* 10. April 1854 in Wien; † 2. Juni 1932 in Mödling) war ein österreichischer Reproduktionstechniker. 

## Leben
Er war Regierungsrat und von 1894 bis 1920 Professor und Fachvorstand für Reproduktionsverfahren an der Graphischen Lehr- und Versuchsanstalt in Wien. Hier erwarb Albert sich bleibende Verdienste an der Weiterentwicklung verschiedener Reproduktionsverfahren. So verbesserte er 1897 den Chromodruck und führte 1899 erstmals Umdrucke von Lichtdrucken durch. 